# کاترین واشینگتن
کاترین واشینگتن (انگلیسی: Katherine Washington; ۱ ژانویهٔ ۲۰۰۰ – ۱۹ سپتامبر ۲۰۱۹) بازیکن بسکتبال اهل ایالات متحده آمریکا بود.
وی در مسابقات کشوری و بین‌المللی در مجموع برندهٔ ۳ مدال طلا شده‌است.